# كوجنق
كوجنق هي قرية في مقاطعة مشكين شهر، إيران. عدد سكان هذه القرية هو 2,487 في سنة 2006.